# ルイボ山
ルイボ山（ルイボさん、ポルトガル語: Pico Ruivo）とは、北大西洋上のポルトガル領マデイラ諸島のマデイラ島にある山。標高1,861mで、マデイラ島およびマデイラ諸島全体の最高峰である。

## 地理
ルイボ山はポルトガルの首都リスボンから南西に約1,000km離れたマデイラ諸島にあり、おおよそ北緯32度45分31秒、西経16度56分32秒分付近に位置している。山頂近くには山小屋も作られていて、それほど登山するのが難しい山だとはされておらず、周辺の山々にも続けて登頂するようなルートを取ることも可能ではあるものの、この付近の天候は急変することがある。したがって、油断はすべきではないし、ある程度の装備を整えておく必要はある。